# Стерлітамак (Казахстан)
Стерлітама́к (каз. Стерлитамак) — село у складі району імені Габіта Мусрепова Північноказахстанської області Казахстану. Входить до складу Возвишенського сільського округу.
Населення — 31 особа (2021; 74 у 2009, 107 у 1999, 178 у 1989).
Національний склад станом на 1989 рік:
- росіяни — 37 %.